# Вологолюб
Вологолюб (Hygroamblystegium) — рід мохів родини Amblystegiaceae.
Рід був вперше описаний Loeske.
Рід має космополітичне поширення.
Види:
- Hygroamblystegium humile
- Hygroamblystegium tenax
- Hygroamblystegium varium